# Moyemont
Moyemont é uma comuna francesa na região administrativa de Grande Leste, no departamento de Vosges. Estende-se por uma área de 12,3 km². Em 2010 a comuna tinha 230 habitantes (densidade: 18,7 hab./km²).